# Махалебка
Махалебката (Prunus mahaleb) е малко дърво, високо до 15 m, или храст с височина 4 – 9 m. Младите клонки са кръгли, сиви и с редки четинки, пъпките са събрани на върха с добре оформена връхна пъпка и няколко малки странични пъпки. Листата са прости, 4 – 7 cm, почти кръгли до широко яйцевидни; цветовете са събрани по 6 – 10 в увиснали гроздовидни съцветия. Съцветията в основата са с дребни листчета, плодовете са черни с размери около 6 mm. Среща се в долния планински пояс. В страните на Близкия Изток костилките на махалебката се използват за производство на подправка за сладкарски, тестени и млечни изделия, известна като махлеб.
- Общ вид в цъфтеж
- Плод
- Костилките на плода